# Insurrection bulgare d'avril 1876

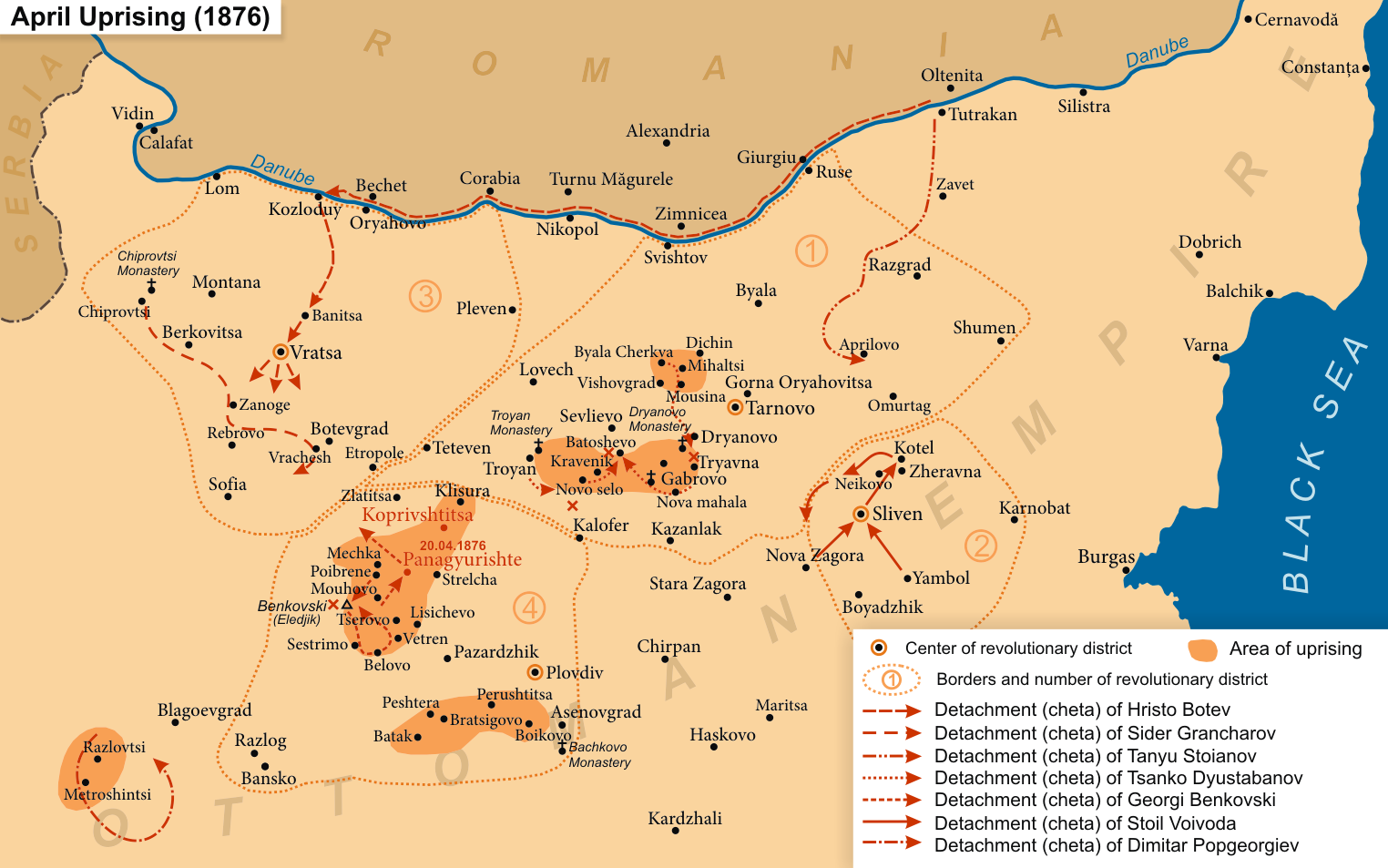
Soulèvement d'avril 1876

L’insurrection d'avril 1876 (en bulgare Априлско въстание, Aprilsko vǎstanie) est une insurrection organisée par les Bulgares contre l'Empire ottoman d'avril à mai 1876, qui a entraîné indirectement le rétablissement de l'indépendance de la Bulgarie en 1878.
Elle a été brutalement écrasée par l'armée régulière ottomane et les troupes irrégulières de bachi-bouzouks, provoquant une indignation publique en Europe et aux États-Unis, avec de nombreuses condamnations d'intellectuels occidentaux contre les atrocités et l'oppression du peuple bulgare.
L'insurrection a seulement concerné les territoires ottomans peuplés majoritairement de Bulgares. L'émergence d'un sentiment national est fortement liée au rétablissement de l'indépendance du patriarcat de Bulgarie en 1870. Associée aux notions de nationalisme romantique, la progression de la conscience nationale est appelée « Renaissance nationale bulgare ».

## Contexte

Drapeau rebelle de Gorna Oryahovitsa. Le texte signifie La Liberté ou la Mort.

En Europe, au XVIIIe siècle, l’Empire ottoman était un empire multi-ethnique dirigé par un sultan. La population de l'empire était constituée de plusieurs groupes ethniques, qui parlaient de nombreuses langues. La notion d’État-nation progressait alors à grands pas au cours du XIXe siècle. La caractéristique la plus remarquable était le degré avec lequel chaque nation utilisait l’État comme un instrument d’unité nationale, dans la vie économique sociale et culturelle. Au XIXe siècle, les Ottomans étaient scientifiquement, industriellement et technologiquement en retard sur l’Europe. La population bulgare était aussi oppressée socialement et politiquement sous le joug ottoman. De plus, les lourds problèmes tant à l’intérieur qu’à l’extérieur auxquels était confronté l’Empire de la Sublime Porte au milieu des années 1870 offrirent des causes plus immédiates pour une forte mobilisation. En 1875, des taxes sur les non-musulmans furent levées par peur d’une banqueroute nationale qui, à son tour, causa des tensions supplémentaires entre musulmans et chrétiens et facilita la scission de l’Herzégovine (1875-1878) et la révolte de Stara Zagora.
L’échec des Ottomans à répondre au soulèvement en Herzégovine montra la faiblesse de l’État ottoman alors que les atrocités qui s’ensuivirent discréditèrent encore l’Empire face à l’opinion publique. À la fin du XIXe siècle, les idées européennes de nationalisme étaient adoptées par l’élite bulgare.

## Préparation
En novembre 1875, des activistes du Comité central révolutionnaire bulgare se rencontrèrent dans la ville roumaine de Giurgiu et décidèrent que la situation politique était favorable à un soulèvement. Celui-ci fut programmé en avril ou en mai 1876. Le territoire du pays était divisé en cinq districts révolutionnaires ayant pour centre Vratsa, Veliko Tarnovo, Sliven, Plovdiv et Sofia.
Les rebelles avaient accumulé des armes et des munitions depuis quelque temps et possédaient même des canons de fortune faits en bois de cerisier. Une description de la fabrication de ces canons apparaît chez Vazov, Ivan Minchov (1971) dans « Sous le joug » (traduit du bulgare Под игото par Marguerite Alexieva et Theodora Atanassova) et dans d'autres publications.
Au cours de la préparation de l’insurrection, les organisateurs abandonnèrent l’idée d’un cinquième district à Sofia à cause de la situation déplorable des comités révolutionnaires locaux et ils déplacèrent le centre du quatrième district révolutionnaire de Plovdiv à Panagyurichté. Le 14 avril 1876, une réunion générale des comités des quatre districts révolutionnaires se tint dans la localité de Oborishte près de Panagyurishté pour discuter de la proclamation de l'insurrection. L'un des délégués, cependant, divulgua le complot aux autorités ottomanes. Le 2 mai 1876, la police ottomane tenta d'arrêter le chef du comité révolutionnaire local de Koprivchtitsa, Todor Kableshkov (en).

## Déclenchement et répression

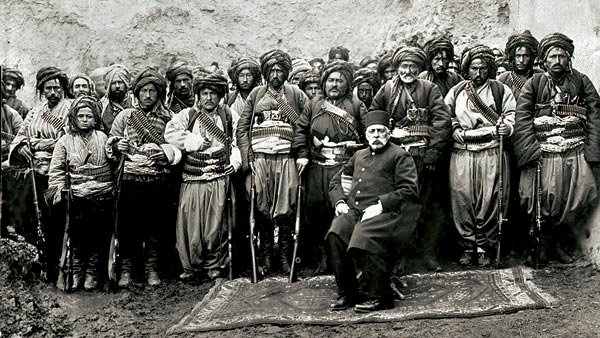
Bachbouzouks turcs en Bulgarie, 1876-1877

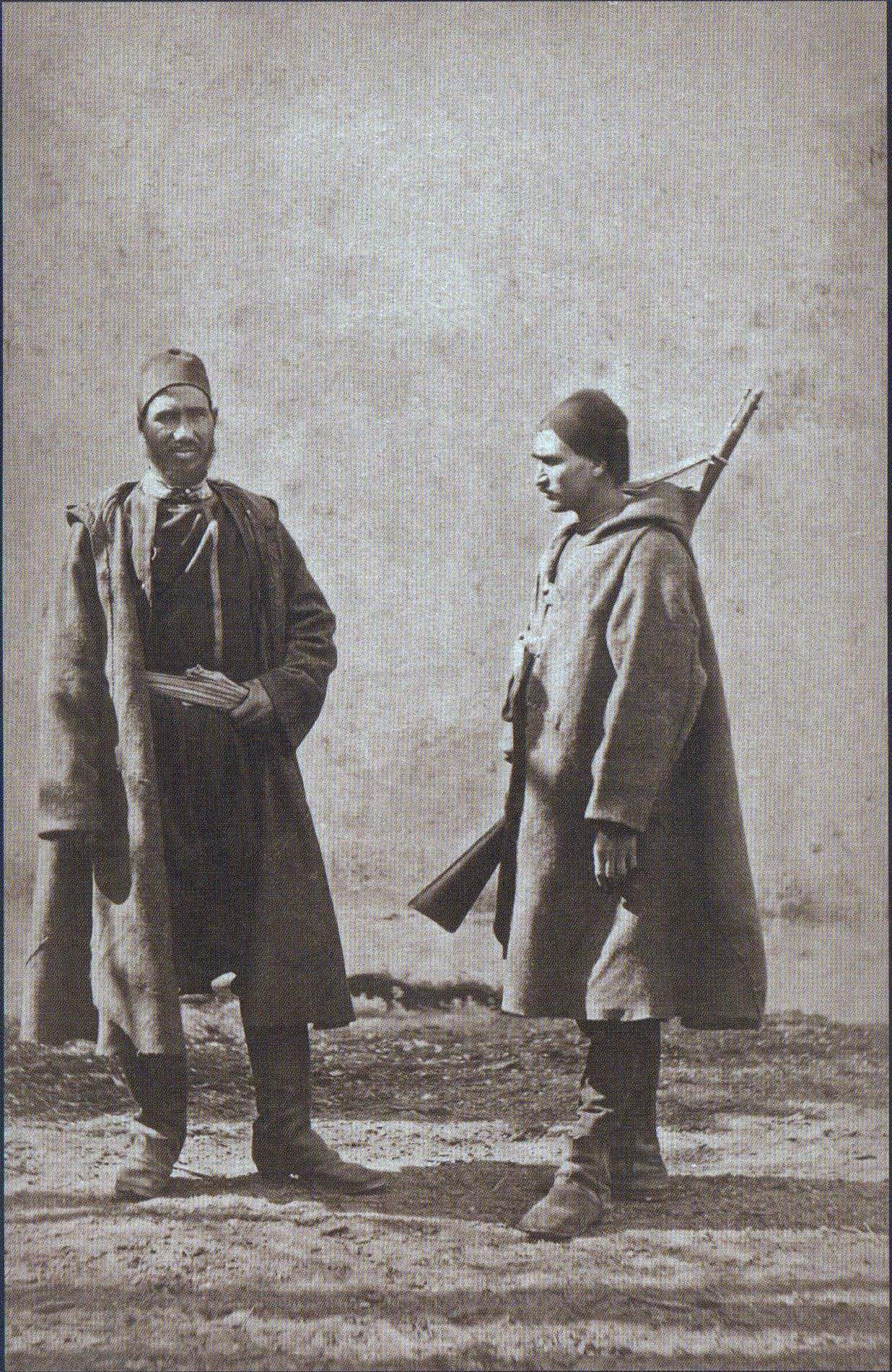
Officier ottoman capturé par des volontaires bulgares en 1877.

En conformité avec les décisions prises à Oborishte, le comité local attaqua le quartier général de la police et proclama l’insurrection deux semaines en avance. En quelques jours, la rébellion s’étendit à toute la Sredna Gora et à un certain nombre de villes et de villages dans les Rhodopes.
L’insurrection fut également déclenchée dans les autres districts révolutionnaires, bien qu’à une échelle moindre. Les zones de Gabrovo, Tryavna, et de Pavlikeni se révoltèrent massivement, de même que des villages au nord et au sud de Sliven et près de Berovo (actuellement en République macédonienne). Selon un rapport contemporain de Walter Baring, secrétaire à l'ambassade anglaise de l’Empire ottoman, la population civile musulmane ne fut pas affectée de manière significative, et cela fut confirmé en substance par les rapports d'Eugene Schuyler et de James F. Clarke, selon lesquels très peu de musulmans pacifiques furent tués. Cela fut d'ailleurs attesté par la plupart des historiens modernes, et notamment par Richard Shannon, qui indique que moins de 200 musulmans auraient été tués, et que très peu d’entre eux auraient été non-combattants. En fait, selon le rapport écrit par McGahan et Schuyler, même le gouvernement ottoman ne déclara pas plus de 500 musulmans tués, la plupart en combattant. Januarius MacGahan (en) est aussi connu pour être un ami proche du général russe Mikhaïl Skobelev, avec qui il couvrira plus tard la guerre russo-turque et le siège de Plevna. Mac Gahan fut aussi marié à la fille d’un noble russe, étant bien en vue à la cour russe après sa couverture du siège de Khiva par l’armée russe,. L’historien américain Justin McCarthy, largement connu pour avoir un parti-pris pro-turc, affirme que plus de 1 000 musulmans furent assassinés pendant les révoltes et plus encore furent expulsés. Selon Stanford Shaw, lui aussi considéré comme pro-turc,, et dont la femme était de cette origine, affirme que plus de musulmans ont été tués lors de l’Insurrection d’avril que de chrétiens. Selon Barbara Jelavich, professeur d'histoire à l'université de l'Indiana, le début de l’insurrection fut synonyme du massacre de civils musulmans (aucune donnée n’est toutefois spécifiée).
L'insurrection qui s'est réduite à des combats décousus est rapidement écrasée par les forces ottomanes : des détachements des troupes ottomanes régulières ainsi que des groupes de bachi-bouzouks furent mobilisés pour attaquer les premières villes insurgées dès le 25 avril. Des massacres de population civile furent perpétrés, en particulier à Panagyurichté, Perouchtitsa, Bratsigovo et Batak.
À la mi-mai, la révolte était réprimée. L’une des dernières étincelles de résistance fut la tentative du poète Khristo Botev de venir en aide aux insurgés avec un détachement d’émigrés politiques bulgares résidant en Roumanie, qui échoua cependant avec la mort de Botev et la déroute de l'unité.

## Premiers rapports
Les nouvelles du massacre de la population bulgare atteignirent Istanbul en mai et en juin 1876 grâce aux étudiants bulgares du Robert College, l’université américaine de la ville. Les membres de la Faculté écrivirent à l’ambassadeur britannique et aux correspondants à Istanbul du The Times et du London Daily News (en).
Un article du Daily News du 23 juin narrant les massacres provoqua un débat au Parlement sur le soutien de la Grande-Bretagne et on exigea une enquête. Le premier ministre Benjamin Disraeli promit de conduire une enquête sur ce qui s’était réellement passé.
En juillet, l’ambassade britannique à Istanbul envoya son second secrétaire, Walter Baring, en Bulgarie pour enquêter sur les histoires d’atrocités. Baring ne parlait pas le bulgare (bien qu’il parlât turc) et la politique britannique était officiellement pro-turque, la communauté bulgare d’Istanbul eut donc peur qu’il ne raconte pas la vérité. Elle demanda au consul américain, Eugene Schuyler, de conduire sa propre investigation.

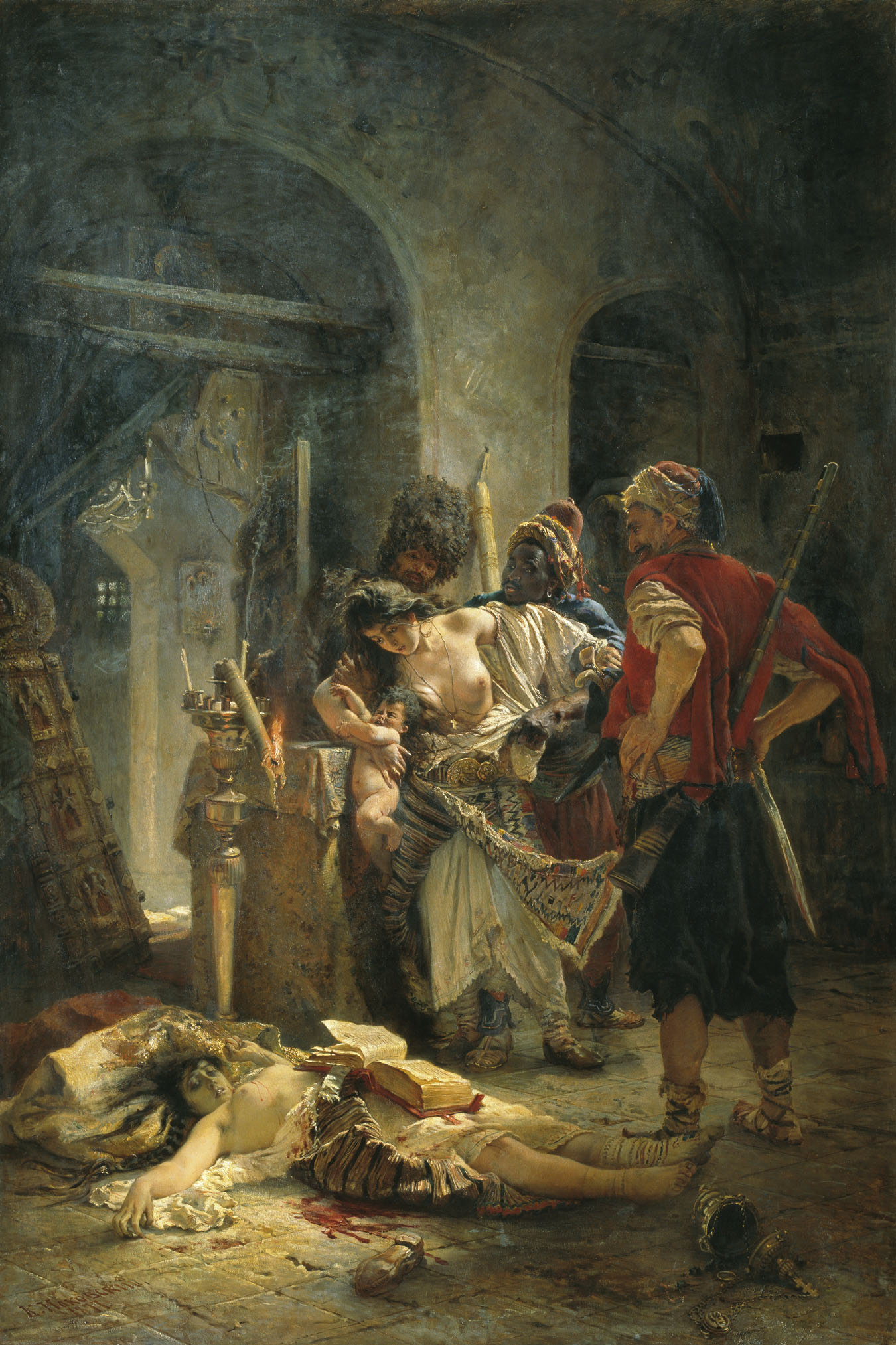
Constantin Makovski (1839–1915). Les Martyres bulgares (1877).

Schuyler partit en Bulgarie le 23 juillet soit quatre jours après Baring. Il était accompagné d’un correspondent de guerre bien connu, Januarius MacGahan (en), d’un journaliste allemand et d’un diplomate russe, le prince Aleksei Tseretelev.
Le groupe de Schuyler passa trois semaines à visiter Batak et d’autres villages ou des massacres avaient eu lieu. Le rapport officiel de Schuyler, publié en novembre 1876, explique que 58 villages avaient été détruits, 5 monastères démolis et 1 500 personnes massacrées. Le rapport fut imprimé en un livret et circula largement en Europe
Le rapport de Baring au gouvernement britannique était similaire mais élève le nombre de victimes à 1200.

## Réaction en Europe et aux États-Unis
Les frappants articles bulgares de MacGahan firent se déplacer l’opinion publique contre la Turquie. Le journaliste décrit en particulier ce qu’il avait vu dans la ville de Batak, où 500 sur un total de 700 résidents ont été assassinés, décapités ou brûlés vifs par des troupes irrégulières. Leurs corps furent empilés au milieu de la place publique et près de l’église. Il décrit le massacre ainsi : « Des crânes aux cheveux gris, des tresses noires ayant auparavant orné des têtes de jeunes filles, des troncs mutilés d’hommes, des lambeaux pourrissants d’enfants ».
L’impact de ces rapports fut immédiat et dramatique. Le chef de l’opposition britannique, William Ewart Gladstone, écrivit un livret dénonçant ce qu'il appelle « les horreurs bulgares », il exige du Royaume-Uni de retirer son soutien à la Turquie. « Je prie mes concitoyens », écrit-il, « à qui beaucoup plus que sur n'importe quel autre peuple en Europe dont il dépend, d’exiger et d’insister de notre gouvernement, qui a travaille dans une direction, de travailler dans l’autre et de mettre en application toute sa vigueur pour inviter les autres États d’Europe à obtenir l’arrêt du pouvoir exécutif turc en Bulgarie. Laissons les Turcs maintenant supporter leur crime de la seule façon possible, c’est-à-dire seuls... Il dénonce la turcophilie supposée du cabinet britannique décrivant les Ottomans comme « le plus grand spécimen anti-humain de l'humanité ». Gladstone se fait, contre Benjamin Disraeli, le chantre d'une « diplomatie morale » qui connaîtra une importante postérité au XXe siècle.
Des Européens de renom, tels que Charles Darwin, Oscar Wilde, Victor Hugo, et Giuseppe Garibaldi, se prononcèrent contre le comportement turc en Bulgarie. Lorsque la guerre russo-turque débuta en 1877, le gouvernement turc demanda de l’aide à la Grande-Bretagne mais le gouvernement anglais la lui refusa, citant l’outrage public causé par les massacres.
L’insurrection bulgare d’avril 1876 fut l’échec d’une révolution mais, à cause de la publicité créée par les représailles qui s’ensuivirent, cela mena les Européens à exiger des réformes dans l’Empire ottoman, cela mena aussi à la guerre russo-turque et à la défaite turque, à la signature du traité de San Stefano en mars 1878, suivi en juillet par le traité de Berlin. Ainsi donc, l’insurrection atteignit finalement son but, la libération de la Bulgarie du joug ottoman.

## Historiographie
L’historien américain Richard Milliman établit qu'Eugene Schuyler a personnellement visité seulement 11 de ces villages. On confirme que Schuyler a néanmoins visité de nombreuses villes et villages détruits, dont Batak, Perouchtitsa et Panagyurichté. Millman affirme aussi que la réalité des massacres tient largement du mythe. Les historiens bulgares contemporains reconnaissent le nombre de pertes bulgares à la fin des massacres à environ 30 000.
Un siècle plus tard, un historien affirme que le nombre de tués était exagéré et était plus proche de 300. Mais il est difficile d’ignorer les enquêtes de MacGahan, Schuyler et Baring, qui visitèrent les sites des massacres trois mois après les évènements et virent de nombreux cadavres non enterrés. Le nombre réel de victimes ne sera jamais connu.